# مذكرات وردية (فلم)
مذكرات وردية هو فيلم تلفزيوني مغربي من إخراج محمد حسيني سنة 2002، و بطولة كل من مجيدة بنكيران، محمد خيي، محمد بسطاوي، بشرى إيجورك، محمد مروازي، وآخرون.

## القصة
يحكي الفيلم قصة سيدة متزوجة وأم لطفلين اسمها «وردية»، تعاني من اضطرابات نفسية وتتردد على طبيب نفسي لعلاجها، حيث سينصحها باللجوء إلى الطبيعة للتخلص من معاناتها.

## روابط خارجية
- مذكرات وردية على بيانات الأفلام العربية